# Джордан, Барбара
Барбара Чэрлин Джордан (англ. Barbara Charline Jordan; 21 февраля 1936 — 17 января 1996) — американский политик, юрист, представительница Демократической партии, лидер правозащитного движения «Афро-американские женщины», член палаты представителей США от 18-го округа Техаса в 1973—1979 годах.
Первая чёрная женщина, избранная в сенат штата в Техасе, первая чёрная женщина из Южных штатов, избранная в Палату представителей, первая африканская участница конвенции избирателей демократической партии.
Награждена Президентской медалью Свободы.
В 1975 году была в числе американских женщин, которым журнал Time присвоил звание «Человек года».
Партнёром Джордан на протяжении 20 лет былa Нэнси Эрл, с которой они познакомились в конце 1960-х годов. Сексуальная ориентация Джордан неизвестна, однако некоторые источники рассматривают её в качестве лесбиянки. В таком случае её можно рассматривать как первую лесбиянку, которая была избрана в конгресс США. Нэнси Эрл, будучи врачом, ухаживала за Джордан, когда та начала испытывать проблемы со здоровьем, включая такие заболевания как склероз и лейкемия.
Президент США Билл Клинтон заявлял, что хотел в 1990-е годы предложить кандидатуру Джордан в Верховный суд США, но к тому времени она уже испытывала серьёзные проблемы со здоровьем.
В 1988 году Джордан едва не утонула в своём бассейне, но её спасла Нэнси Эрл.
Умерла в январе 1996 года за месяц до своего 60-летия от осложнений после воспаления лёгких.